# Gare de Massy TGV
Pour les articles homonymes, voir Gare de Massy.
La gare de Massy TGV est une gare ferroviaire française de la LGV Atlantique, située sur le territoire de la commune de Massy, à proximité de Palaiseau, dans le département de l'Essonne, en région Île-de-France. Elle est exclusivement desservie par des TGV.
La proximité immédiate de la gare de Massy - Palaiseau permet des correspondances avec les RER B et C, ainsi que la ligne V et le T12.

## Situation ferroviaire
Établie à 78 mètres d'altitude, la gare de Massy TGV est située au point kilométrique (PK) 14,376 de la ligne de Paris-Montparnasse à Monts (LGV), plus connue sous le nom de LGV Atlantique.
Elle dispose de deux voies centrales de passage, dépourvues de quais, pour les trains ne marquant pas l'arrêt, et de deux voies latérales pour les dessertes avec deux quais : quai 3 (V.3) de 500 m et quai 4 (V.4) de 500 m.

## Histoire
Après son inauguration le 28 septembre 1991, la gare de Massy TGV, dont la construction a coûté 24,4 millions d'euros, est mise en service le 29 septembre 1991 par la Société nationale des chemins de fer français (SNCF). Elle est l'une des deux nouvelles gares de la LGV Atlantique, avec la gare de Vendôme - Villiers-sur-Loir TGV.
Construite à l'instigation du député-maire de l'époque, Claude Germon, la gare devait s'inscrire dans un grand projet urbanistique de pôle européen qui a été abandonné après la crise immobilière du début des années 1990. Au départ, le projet de gare TGV à Massy a reçu l'opposition de la SNCF, en raison du bref temps de trajet depuis la gare de Paris-Montparnasse, et des riverains des communes voisines, comme Verrières-le-Buisson, qui craignaient les nuisances sonores. Cependant, des études réalisées à la demande du ministère des Transports ont démontré sa pertinence, car elle permet d'éviter le transit de voyageurs par Paris en desservant toute la banlieue sud de la capitale, par correspondance avec les lignes B et C du RER, accessibles à la gare de Massy - Palaiseau.
En juin 2007, des travaux ont commencé pour une importante restructuration du pôle et une meilleure intégration dans la ville, incluant la construction d'une nouvelle passerelle reliant les trois gares (gare SNCF de Massy - Palaiseau, gare RATP de Massy - Palaiseau, gare de Massy TGV). La fin des travaux, initialement prévue pour la fin de l'année 2010 est retardée en janvier 2012.
Son trafic annuel était de 700 000 voyageurs en 2001, puis 1,1 million de voyageurs en 2006, 1,2 million de voyageurs en 2007, 1,4 million de voyageurs en 2008 et 1,5 million de voyageurs en 2012.
En 2022, selon les estimations de la SNCF, la fréquentation annuelle de la gare est de 2 589 355 voyageurs. Ce nombre s'élève à 1 789 137 en 2021, à 1 371 156 en 2020, à 2 214 961 en 2019 et à 2 397 978 en 2018.

## Service des voyageurs

### Accueil
Gare SNCF, elle dispose d'un bâtiment voyageurs, avec salle d'attente et guichets, ouvert tous les jours. Elle est équipée d'automates pour l'achat de titres de transport. Elle propose divers services, notamment : accueil jeune voyageur, objets trouvés et vente départ dans la journée. C'est une gare accessible aux personnes à mobilité réduite avec des aménagements, équipements et services. Une boutique tabac presse et un bar, brasserie, restaurant sont installés dans le hall de la gare.

### Desserte
Certains trains desservent à la fois la gare de Paris-Montparnasse et cette gare.
Elle est surtout desservie par des TGV intersecteurs inOui et des trains Ouigo, à l'exception des TGV inOui Le Havre – Marseille-Saint-Charles qui s'arrêtent à la gare de Massy - Palaiseau - Grande-Ceinture et non à Massy TGV.

### Intermodalité
Elle est équipée de parking pour les véhicules, d'un dépose minute, d'un dépose handicapés, et de services : taxis, véhicule de tourisme avec chauffeur, et location de véhicules et de motos et scooter.
La proximité des gares RER de Massy - Palaiseau permet à cette gare de desservir, par correspondance, une grande partie du sud de l'agglomération parisienne. La gare TGV, comme les deux gares RER, sont également desservies par plusieurs réseaux de bus : celui de la RATP, vers la petite couronne de la région parisienne, ainsi qu'un réseau de grande banlieue, notamment géré par la communauté d'agglomération Cœur d'Essonne et par la communauté d'agglomération du Plateau de Saclay (CAPS), en lien avec Île-de-France Mobilités. Une ligne de bus reliant la gare TGV à l'aérogare Orly Ouest est une alternative à l'Orlyval, reliant l'aéroport d'Orly à la gare RER B d'Antony.